# 姚文然
姚文然（1620年—1678年），字弱侯（若侯），號龍懷，南直隶桐城縣（今安徽省桐城市）人。明末清初政治人物、文學家。明崇禎十六年（1643年）進士，授翰林院庶吉士。後仕清，官至刑部尚書。

## 生平
崇禎十五年（1642年），姚文然舉壬午科應天鄉試，崇禎十六年（1643年）聯捷癸未科進士，授翰林院庶吉士，甲申之變，明亡，一度自殺未遂，一說降於李自成，授密雲縣知縣。後歸故里。
清王朝初建，下詔求賢。順治三年（1646年），姚文然經安慶巡撫李猶龍舉薦赴京，授國史院庶吉士。順治五年（1648年）任禮科給事中，改兵科。顺治八年，苏、浙、皖水灾严重，上书要求灾区漕米减免和改征折色。康熙五年（1666年）補戶科給事中。康熙十年（1671年）升任左副都御史，又升左都御史。康熙十五年（1676年）官刑部尚書，任內剛正無私，冤獄多有平反。明朝刑罰惨酷，南北镇抚司如同人间地狱，姚文然於清初任刑部尚书时，禁绝嚴刑峻法。晚年益深研性命之学，嘗曰：“刃杀人一时，例杀人万世，可无慎乎？”康熙十七年（1678年）卒於任上，朝廷命賜祭葬，諡端恪。

## 家族
生於仕宦世家。曾祖姚自虞，封中憲大夫。祖父姚之蘭，萬曆辛丑進士，加衔副使。父姚孙棐為崇祯十三年（1640年）庚辰进士，曾任東陽知縣，官至兵部职方司主事。弟姚文燕，順治辛丑進士。
子姚士基，湖北罗田知县。
- 姚孔瑛，早逝
  - 姚范
  - 姚淑，布衣
    - 姚鼐，桐城派古文大家。

## 延伸阅读
[在维基数据编辑]
 《清史稿·卷263》，出自趙爾巽《清史稿》

| 官衔          | 官衔                                                                             | 官衔          |
| ------------- | -------------------------------------------------------------------------------- | ------------- |
| 前任： 艾元徵 | 刑部漢尚書 康熙十五年七月丁未－康熙十七年七月庚申 （1676年9月4日－1678年9月7日） | 繼任： 宋德宜 |